# Жилинскайте, Виктория Юрьевна
Виктория Юрьевна Жилинскайте (лит. Viktorija Žilinskaitė, род. 6 марта 1989 года, Урай, Ханты-Мансийский автономный округ) — российская гандболистка, левая полусредняя сборной России и «Кубани». Олимпийская чемпионка 2016 года, чемпионка мира 2009 года. Заслуженный мастер спорта (2009). Сестра-близнец другой известной российской гандболистки Яны Жилинскайте.

## Игровая карьера
Гандболом начинала заниматься в Урае под руководством тренера Евгения Николаевича Черных. В 2004—2008 годах выступала за уфимскую «Алису». В 2007 году была вызвана в молодёжную сборную России и приняла участие в матчах чемпионата Европы среди юниорок в Измире.
Летом 2008 года Виктория Жилинскайте (вместе с сестрой Яной) была приглашена в тольяттинскую «Ладу». В составе волжской команды выиграла серебряную (в сезоне-2013/14) и бронзовые (2008/09, 2010/11, 2011/12) медали чемпионатов России, в 2012 и в 2014 году стала обладательницей Кубка ЕГФ. С 2014 по 2016 годы — игрок ГК «Астраханочка».
С сентября 2016 года — игрок «Кубани». Пропустила сезон 2018/19 в связи с рождением ребенка. В сезоне 2019/20 выступала за ЦСКА. Летом 2020 года вернулась в «Кубань».
Перед началом сезона 2021/2022 была назначена капитаном «Кубани».
С 2008 года выступает за сборную России. Бронзовый призёр чемпионата Европы (2008), чемпионка мира (2009), олимпийская чемпионка (2016).

## Семья
15 июля 2018 года родила дочь Марию.

## Награды
- Орден Дружбы (25 августа 2016 года) — за высокие спортивные достижения на Играх XXXI Олимпиады 2016 года в городе Рио-де-Жанейро (Бразилия), проявленные волю к победе и целеустремленность[4].